# Propriano
Propriano là một xã trong vùng hành chính Corse, thuộc tỉnh Corse-du-Sud, quận Sartène (quận), tổng Olmeto. Propriano nằm trên độ cao trung bình là 12 mét trên mực nước biển, có điểm thấp nhất là 0 mét và điểm cao nhất là 609 mét. Xã có diện tích 18,73 km², dân số vào thời điểm 1999 là 3166 người; mật độ dân số là 169 người/km².

## Thông tin nhân khẩu
| 1962  | 1968  | 1975  | 1982  | 1990  | 1999  |
| ----- | ----- | ----- | ----- | ----- | ----- |
| 1 530 | 1 846 | 2 950 | 3 098 | 3 217 | 3 166 |